# Cyclaspis prolifica
Cyclaspis prolifica är en kräftdjursart som beskrevs av Mihai Bacescu 1990. Cyclaspis prolifica ingår i släktet Cyclaspis och familjen Bodotriidae. Inga underarter finns listade i Catalogue of Life.